# يوحنا تورنر
يوحنا تورنر (بالإنجليزية: John Turner)‏ (23 ديسمبر 1954 بغيتسهيد في المملكة المتحدة - ) هو لاعب كرة قدم بريطاني في مركز حراسة المرمى. لعب مع برايتون أند هوف ألبيون وديربي كاونتي ونادي بيتربورو يونايتد ونادي بيرنلي ونادي تشيسترفيلد ونادي توركي يونايتد ونادي دونكاستر روفرز ونادي ريدنغ وهدرسفيلد تاون ونادي ويموث.

## وصلات خارجية
- يوحنا تورنر على موقع قاعدة بيانات كرة القدم.إي يو (الإنجليزية)